# La Mota Granda
La Mota Granda (en francès La Grande-Motte) és un municipi occità del Llenguadoc, situat al departament de l'Erau i a la regió d'Occitània. L'any 2006 té 8.202 habitants.